# ヤロスラフ・ロマノヴィチ
ヤロスラフ・ロマノヴィチ（ロシア語: Ярослав Романович、? - 1299年）はリャザン大公ロマン(ru)の次男である。プロンスク公：1270年 - 1294年、リャザン大公：1294年 - 1299年（ニコン年代記では、1299年にプロンスク大公として死亡したと記される）。
兄フョードルの死後リャザン大公位を継いだ。年代記にはヤロスラフが1299年に死亡したことのみが記され、その事績や動向については不明である。ヤロスラフの死後は弟のコンスタンチンにリャザン大公位が継承された。

## 子
- イヴァン
- アレクサンドル[3]
- ミハイル(ru) - プロンスク公（1327年以降 - 1340年以前）